# Mercury Eight
Mercury Eight – samochód osobowy klasy wyższej produkowany pod amerykańską marką Mercury w latach 1938–1951. Eight (8) nie było oficjalną nazwą modelu, który był sprzedawany pod samą marką Mercury, lecz było powszechnie stosowanym jego wyróżnikiem w literaturze pochodzącym od ośmiocylindrowego silnika.

## Pierwsza generacja

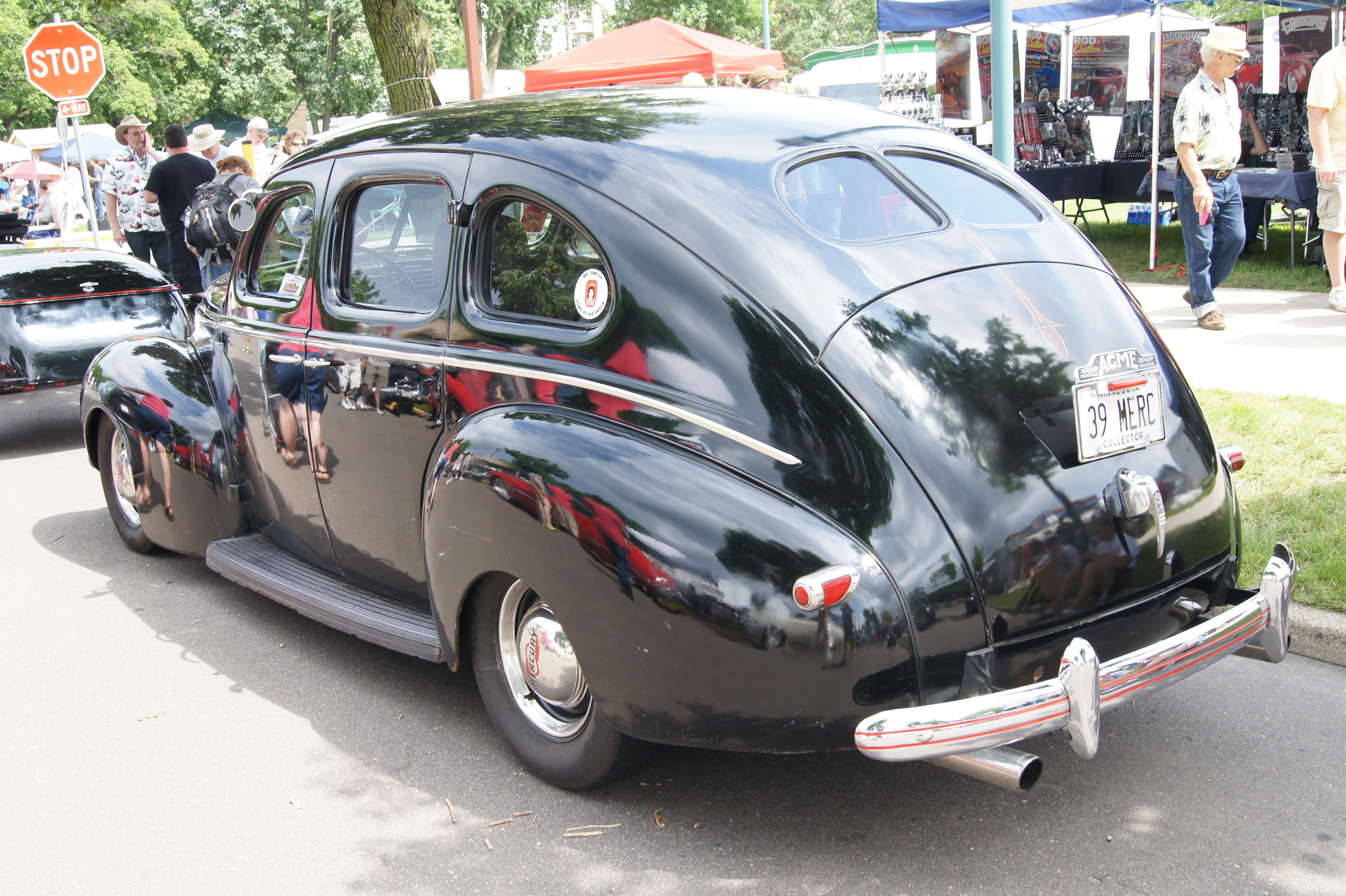
1939 Mercury Eight – tył

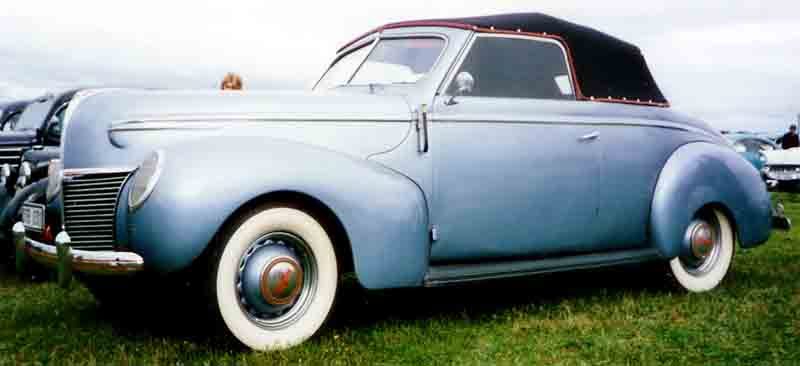
1939 Mercury Eight kabriolet

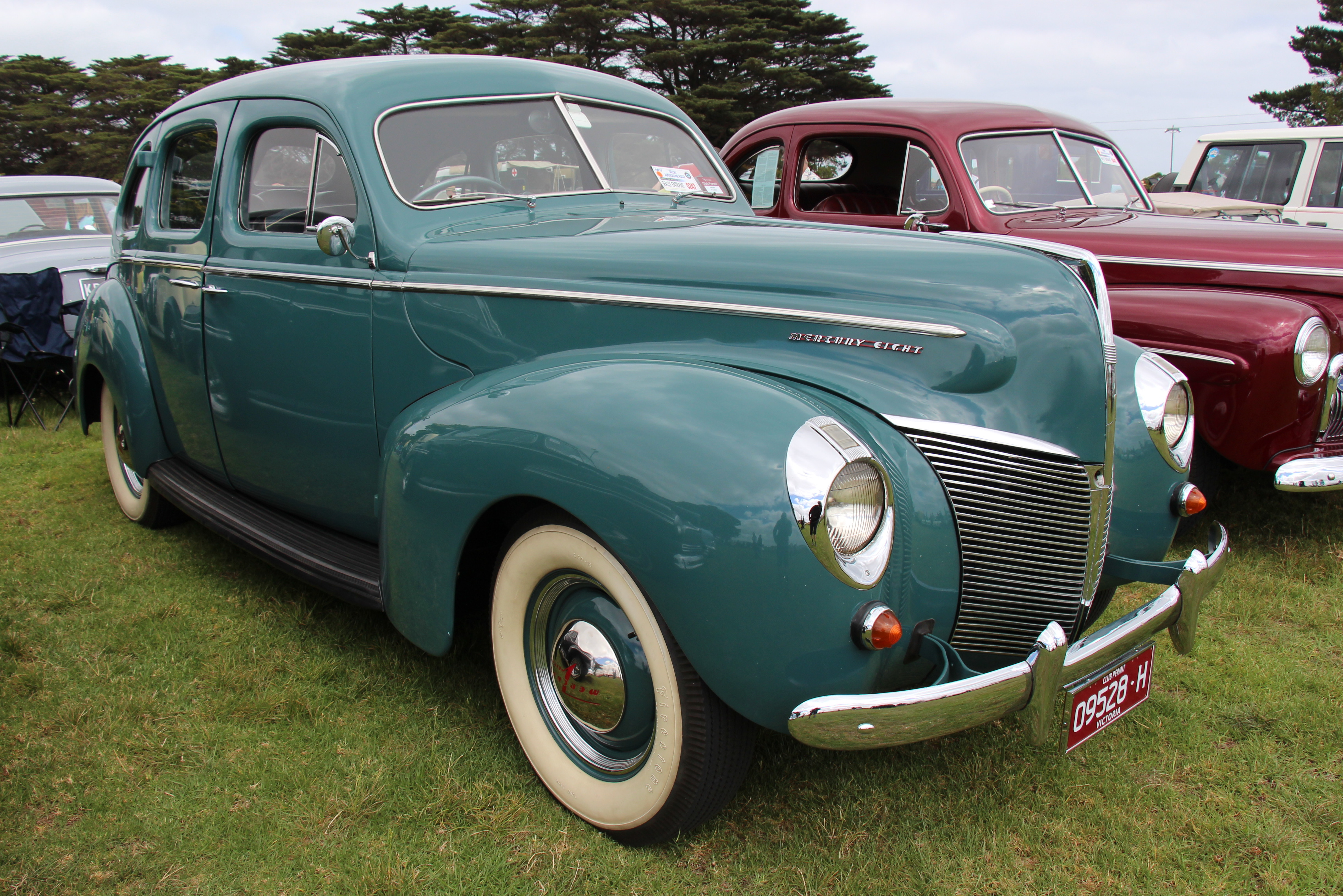
1940 Mercury Eight

Mercury Eight I został zaprezentowany po raz pierwszy w 1938 roku, na 1939 rok modelowy.
Pierwszym modelem powstałej w 1938 marki Mercury został przedstawiony w tym samym roku Mercury Eight. Mercury stał się marką koncernu Forda ze średniej półki cenowej, nieco droższą i bardziej prestiżową od Forda. Samochód uzyskał charakterystyczne dla amerykańskiej motoryzacji lat 30. strzeliste proporcje, z obłą maską ze szpiczastym zakończeniem, a także owalnymi reflektorami umieszczonymi na krawędziach błotników. Tylną część nadwozia zdobił także obły, garbaty dach. Samochody z 1940 roku modelowego różniły się drobniejszymi poziomymi żaluzjami atrapy chłodnicy.
Mercury Eight oferowany był w zarówno w 2- lub 4-drzwioym wariancie fastback, jak i 2- i 4-drzwiowy kabriolet, coupe.

### Silnik
- V8 3.9l Flathead

## Druga generacja

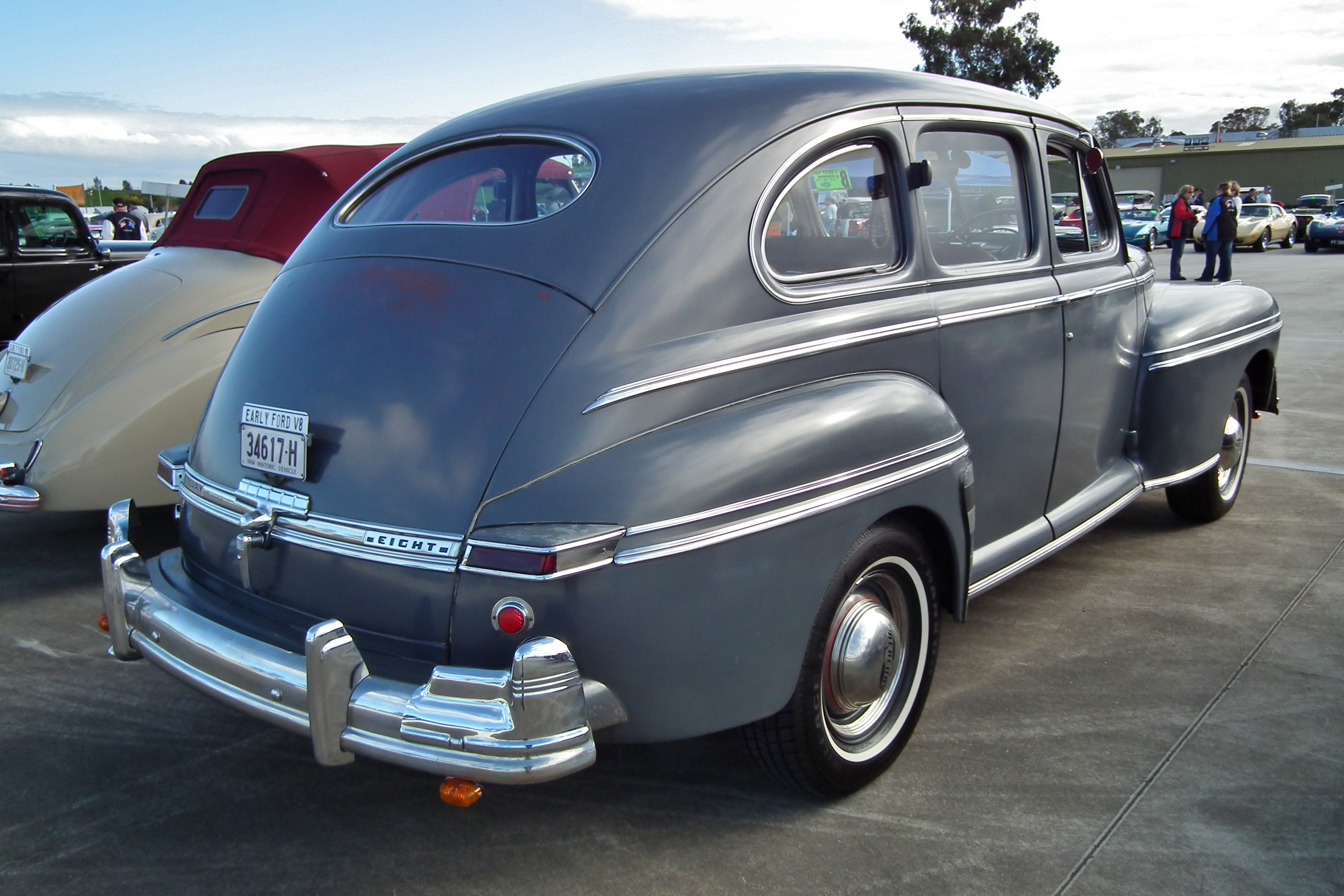
1948 Mercury sedan – tył

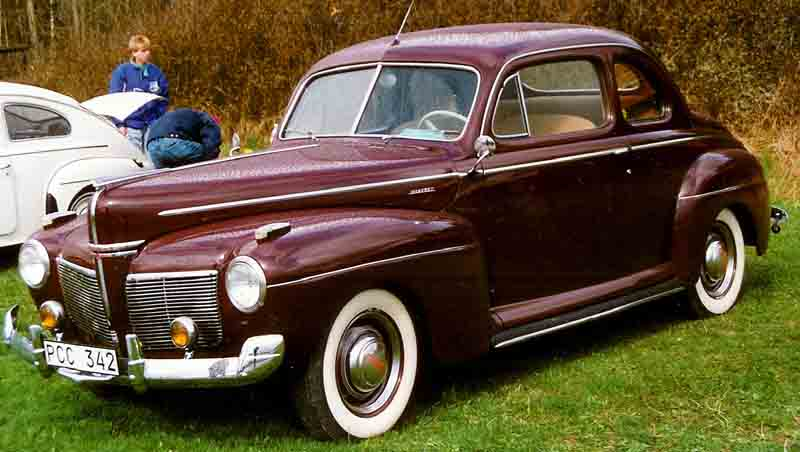
1941 Mercury Coupe

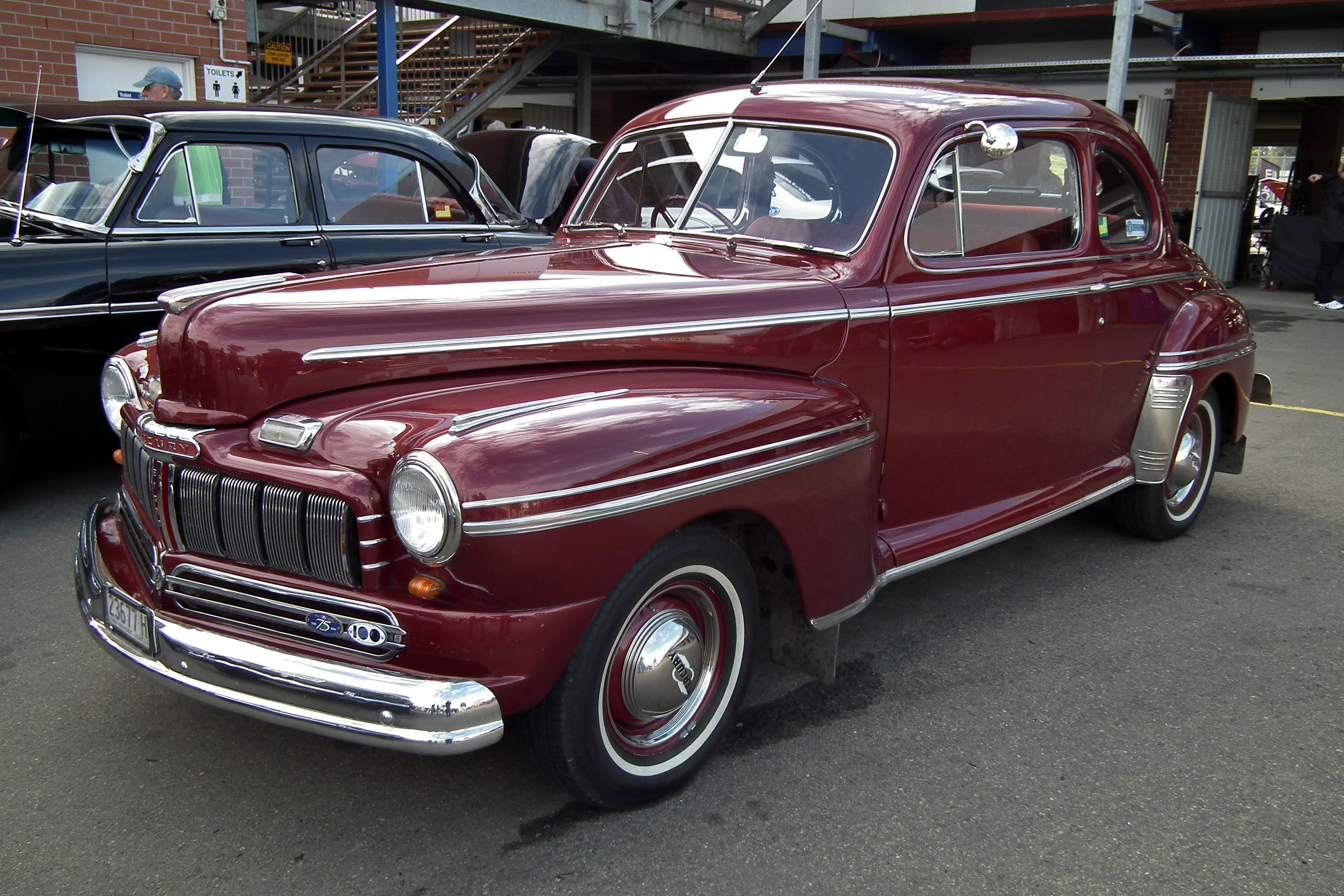
1946 Mercury Coupe

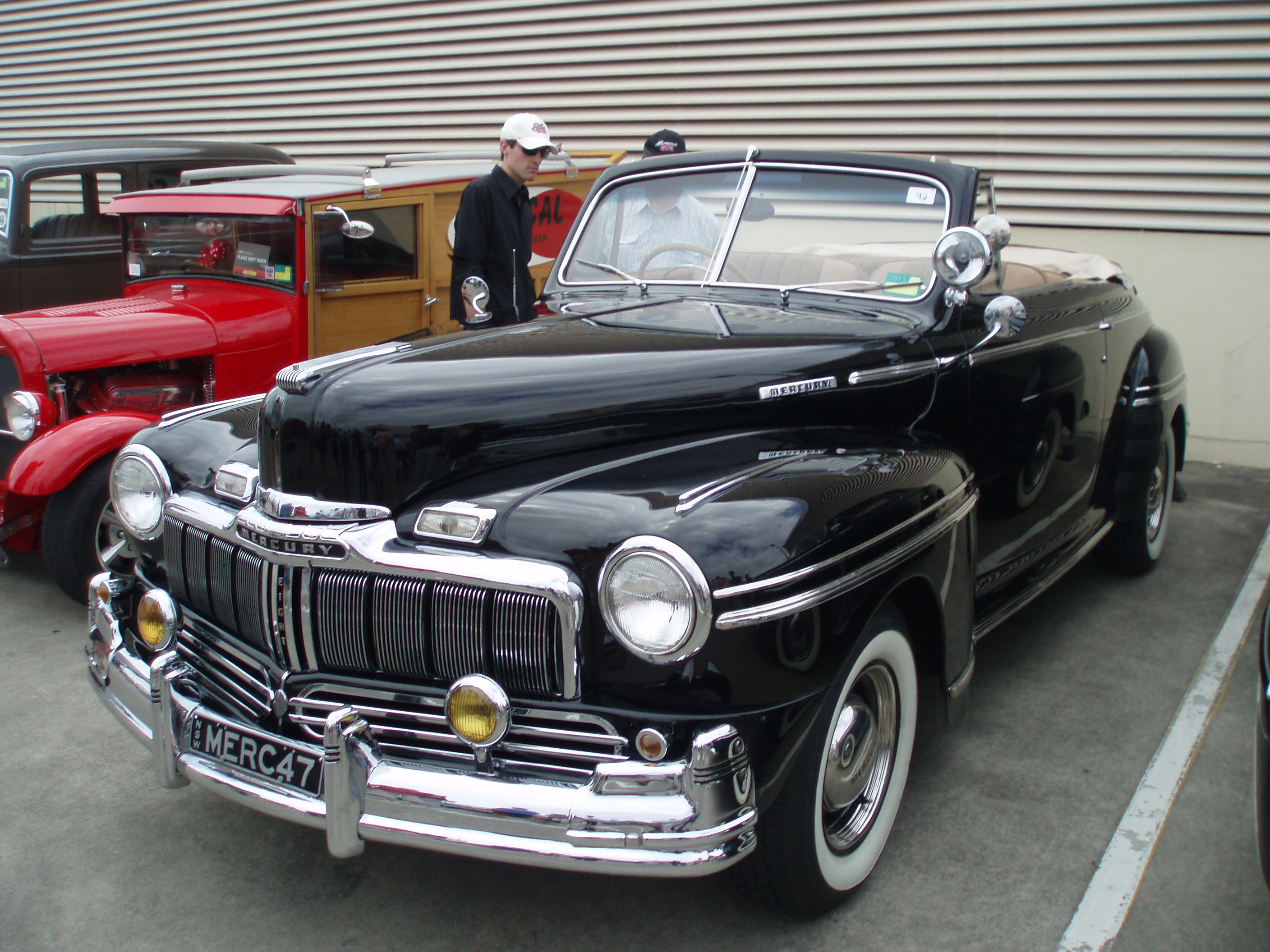
1947 Mercury Convertible

Mercury Eight II został zaprezentowany po raz pierwszy w 1940 roku, na 1941 rok modelowy.
Przedstawiona na początku lat 40. XX wieku druga generacja Mercury Eight przeszła obszerną metamorfozę, zyskując znacznie większe i przestronniejsze nadwozie. Model został oparty na nieco wydłużonej konstrukcji i nadwoziu Forda. Rozstaw osi wynosił 118 cali (300 cm). Charakterystyczną cechą stylistyki Eighta II stały się wyraźniej zaznaczone nadkola, większa chromowana atrapa chłodnicy. Podstawowa wersja nadwoziowa sedan nadal była fastbackiem. W 1942 roku wprowadzono automatyczną skrzynię biegów Liquamatic, lecz była ona zawodna. Produkcję samochodów cywilnych w USA wstrzymano w 1942 roku w związku z II wojną światową.
Produkcję samochodu Mercury wznowiono po wojnie w grudniu 1945 roku, jako modelu 1946 roku. Był to jedyny produkowany samochód marki Mercury w tym okresie i nie nosił nazwy modelu. Zmieniono atrapę chłodnicy, którą tworzyły teraz cienkie pionowe elementy, w czterech sekcjach po każdej stronie, z pionowym napisem: EIGHT na ozdobnym panelu pośrodku atrapy. Atrapa była otoczona obwódką w kolorze nadwozia, a pod nią były dwa chromowane podłużne poziome wloty powietrza. Reflektory były okrągłe, na przedłużeniu błotników, a prostokątne światła postojowe były umieszczone nietypowo nad atrapą. Napęd stanowił dolnozaworowy silnik V8 o pojemności 239,4 cala sześciennego (3,92 l), o mocy 100 KM, z mechaniczną trzybiegową skrzynią biegów. Produkowano go w odmianach nadwoziowych: 2-drzwiowy i 4-drzwiowy sedan, coupe, kabriolet (Club Convertible) i 4-drzwiowe kombi Station Wagon, z drewnianym nadwoziem. Wszystkie odmiany poza ośmiomiejscowym kombi były sześciomiejscowe, a czterodrzwiowy sedan miał tylne drzwi otwierane do tyłu. Po wojnie zrezygnowano z trzymiejscowego Business Coupe oraz niedopracowanej automatycznej skrzyni biegów. Ceny bazowe wynosiły od 1501 dolarów za 2-drzwiowy sedan do 1788 dolarów za kombi. Wyjątkiem był limitowany do 200 sztuk luksusowy kabriolet z drewnianym nadwoziem Sportsman Convertible, produkowany tylko w 1946 roku, z ceną 2263 dolary. Wyprodukowano ogółem 86 592 samochodów rocznika 1946, wszystkie w Dearborn. Ich numery fabryczne rozpoczynały się od oznaczenia serii 99A.
W 1947 roku samochód przeszedł minimalny lifting, głównie obejmujący chromowane obramowanie atrapy chłodnicy zamiast lakierowanego, a ceny wzrosły w niewielkim stopniu, do 2207 dolarów za kombi. Wyprodukowano 86 378 samochodów  rocznika 1947. Ich numery fabryczne rozpoczynały się od oznaczenia serii 799A.
Samochody rocznika 1948 praktycznie nie różniły się od poprzedników, poza niewielkimi zmianami w desce przyrządów, a wytwarzane były od listopada 1947 jedynie do maja 1948 roku. W gamie nadwozi zrezygnowano z dwudrzwiowego sedana. Wyprodukowano ich 50 234 sztuki. Numery fabryczne rozpoczynały się od oznaczenia serii 899A.

### Silnik
- V8 3.9l Flathead

## Trzecia generacja

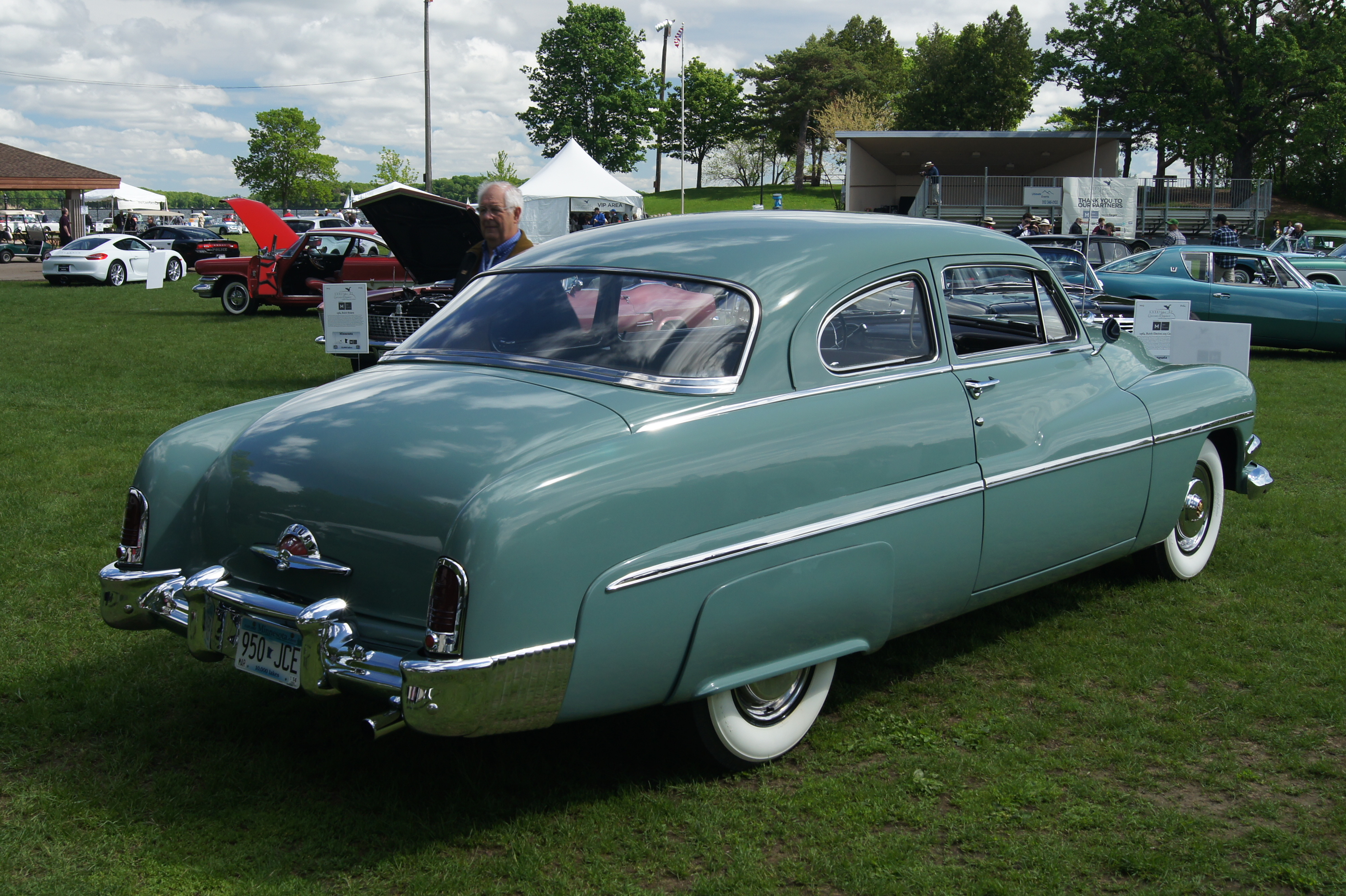
Mercury Eight III – tył

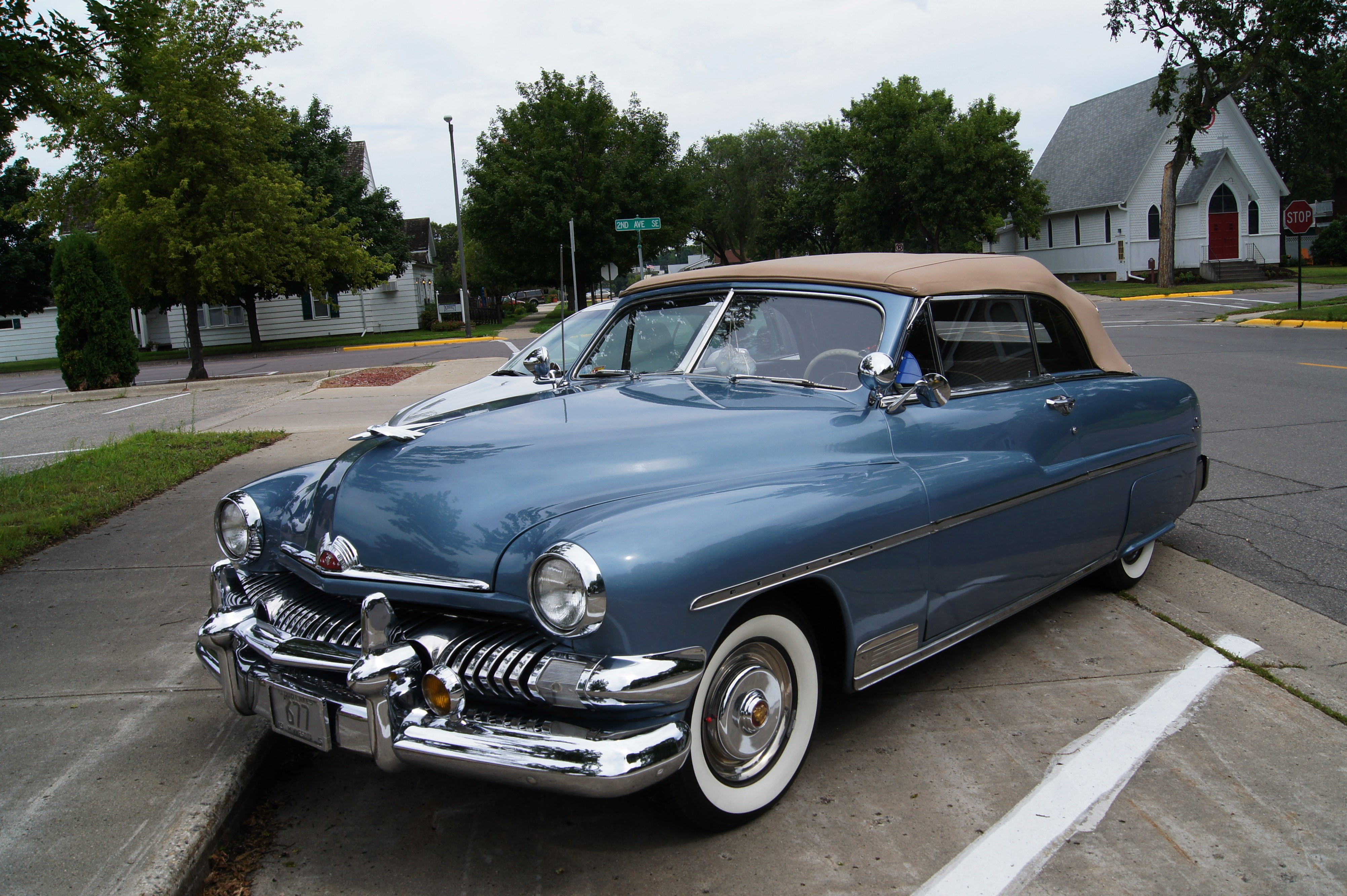
Mercury Eight III Cabriolet

Mercury Eight III został zaprezentowany w maju 1948 roku, na 1949 rok modelowy.
Trzecia i ostatnia generacja Mercury Eight została zaprezentowana pod koniec lat 40. XX wieku, powstając na nowej platformie koncernu Ford wraz z pokrewnym modelem Lincoln EL-Series.
Samochód wprowadził całkowicie odmienną, nowoczesną opływową stylistykę, z gładkimi zaokrąglonymi bokami nadwozia, bez wystających na boki błotników, podobnie jak wszystkie modele koncernu Forda w tym roku. Jedynie górna krawędź przednich błotników była zaakcentowana przez przetłoczenie, ciągnące się na bokach. Linia dachu łagodnie opadała ku zwężającemu się tyłowi. Przy tym samym trzymetrowym rozstawie osi, samochód był dłuższy, szerszy i 10 cm niższy od poprzednika. Eight III otrzymał też zabudowane nadkole, a także chromowaną listwę biegnącą przez panele boczne.
Nowy Mercury okazał się dużym sukcesem i w pierwszym roku sprzedano ich 301 307 sztuk, dzięki czemu marka Mercury zajęła 6. miejsce na rynku amerykańskim, pokonując w tym roku modelowym takich konkurentów jak Oldsmobile, Dodge, Nash i Hudson, którzy również zaprezentowali nowe modele.

### Silnik
- V8 4.2l Flathead